# Linda Öberg
Linda Öberg, egentligen Ruckman (från 1913 till sin död), född 13 oktober 1885 i Kina, död 11 december 1973 i Grangärde församling, Kopparbergs län, var en svensk skribent och författare. Hon var dotter till sjökaptenen Gustaf Öberg, som blev affärsman och direktör i Shanghai, och Linda Lundholm.
Linda Öberg var skribent i Socialdemokratiska kvinnoförbundets tidskrift Morgonbris.
Hon var gift från 1913 till 1918 med musikskriftställaren Gustaf Ruckman (1883–1952) och sammanlevde från 1915 till 1935 med författaren Ivan Oljelund (1892–1978). Hon var mor till läkaren Olof Oljelund och författaren Thea Oljelund i det senare förhållandet.